# St. Paul's Station
St. Paul's Station er en London Underground-station i City of London på Central line, mellem Bank og Chancery Lane Stationer, og er i takstzone 1.
Station skal ikke forveksles med City Thameslink Station, der blev åbnet i 1990 som St Paul's Thameslink, men ligger et stykke fra Underground-stationen. Denne station blev hurtigt omdøbt City Thameslink for at undgå forvirring for alarmtjenesterne, men i flere år efter var der stadig mange kort og rejsebøger i cirkulation med det tidligere navn.

## Historie
Stationen blev åbnet af Central London Railway (CLR) den 30. juli 1900 under navnet Post Office, opkaldt efter General Post Offices hovedkvarter på St Martin's le Grand. Stationsnavnet blev formentlig valgt frem for det mere åbenlyse St Paul's for at adskille den fra South Eastern Railways station med det navn (nu Blackfriars Station).
Stationsindgangen var oprindeligt placeret på nordsiden af Newgate Street, vest for krydset med King Edward Street, men blev flyttet mod øst, da stationen blev moderniseret i 1930'erne med en underjordisk billethal og rulletrapper. Moderne ventilationskanaler midt på en vejhelle i krydset viser de oprindelige elevatorskaktes placering. Post Office fik sit nuværende navn, da den anden St Paul's Station blev omdøbt til Blackfriars i 1937.
I slutningen af det 19. århundrede var Newgate Street en smal gade med nogle bevarede elementer fra Middelalderen. For at reducere udgifter og arealer til ekspropriation, valgte CLR en linjeføring til deres tunneller lige under offentlige veje. Ved St. Paul's nødvendiggjorde den smalle gade at tunnellerne blev placeret med den vestgående tunnel ovenpå den østgående. Elevatorer kørte oprindeligt til et niveau mellem de to perroner, hvorfra der var trapper henholdsvis op og ned til perronerne. En højtliggende gangtunnel til de ubenyttede elevatorlobbyer er synlig fra det lavest liggende niveau.
Under 2. verdenskrig havde elforsyningen for London og Sydøstengland deres kontrolrum i elevatorskakterne. Det var her at det første skridt mod at forbinde de separate kraftsystemer til nationale elnet, der findes i dag, blev taget.

## Stationen i dag
Stationsindgangene er placeret rundt om krydset mellem Newgate Street, Cheapside og St Martin's le Grand, og har sit nuværende navn fra den nærliggende St. Paul's Cathedral, der ligger kort mod syd. Besøgende skal bemærke at katedralens hovedindgang er i den vestlige ende, nogle minutters gang væk. Stationen er den nærmeste på London Stock Exchange og det nye shoppingcenter One New Change.

### Transportforbindelser
London buslinjer 4, 8, 25, 56, 100, 172, 242 og 521 betjener stationen.

## Galleri
- Et blik på den vestlige indgang med St. Paul's Cathedral i baggrunden, 2003
- Østgående perron, set mod vest, under renovering, juli 2008
- Den østgående perron har de få tilbageværende permanente rondeller, juli 2008